# Metastelma astephanoides
Metastelma astephanoides är en oleanderväxtart som beskrevs av Rudolf Schlechter. Metastelma astephanoides ingår i släktet Metastelma och familjen oleanderväxter. Inga underarter finns listade i Catalogue of Life.